# لیندیزفارن، تاسمانیا
لیندیزفارن (به انگلیسی: Lindisfarne) یک حومه شهر در استرالیا است که در تاسمانی واقع شده‌است.